# 노벨과개미
노벨과개미(Nobel & Gaemi)는 대한민국의 부동산 개발 전문 회사이다. 본사는 서울특별시 강남구 대치동 노벨빌딩에 있으며 경기도 성남시 중원구 상대원동에 개발본부를 두고 있다.
1992년에 교수문화(敎數文化)라는 이름으로 설립되었으며 유아, 유치원생, 초등학생, 중학생을 위한 학습 교재, 전집을 발행했다. 그러다가 2019년에 학습지 사업을 매각하고 부동산 개발 전문 회사로 전향했다. 계열사로는 인쇄 전문 회사인 노벨피엔비, 부동산 임대·관리 전문 기업인 노벨리츠가 있다.